# Hibbertia oligantha
Hibbertia oligantha är en tvåhjärtbladig växtart som beskrevs av Judith Roderick Wheeler. Hibbertia oligantha ingår i släktet Hibbertia och familjen Dilleniaceae. Inga underarter finns listade i Catalogue of Life.